# Haban Spur
Der Haban Spur ist ein wuchtiger Felssporn im ostantarktischen Viktorialand. In der Mesa Range erstreckt er sich 5 km nördlich des Scarab Peak vom ostzentralen Abschnitt der Tobin Mesa in nordöstlicher Richtung.
Ein Geologenteam der Ohio State University untersuchte ihn zwischen 1982 und 1983. Das Advisory Committee on Antarctic Names benannte ihn nach Marta A. Haban, die dieser Mannschaft angehört hatte.